# Incenso

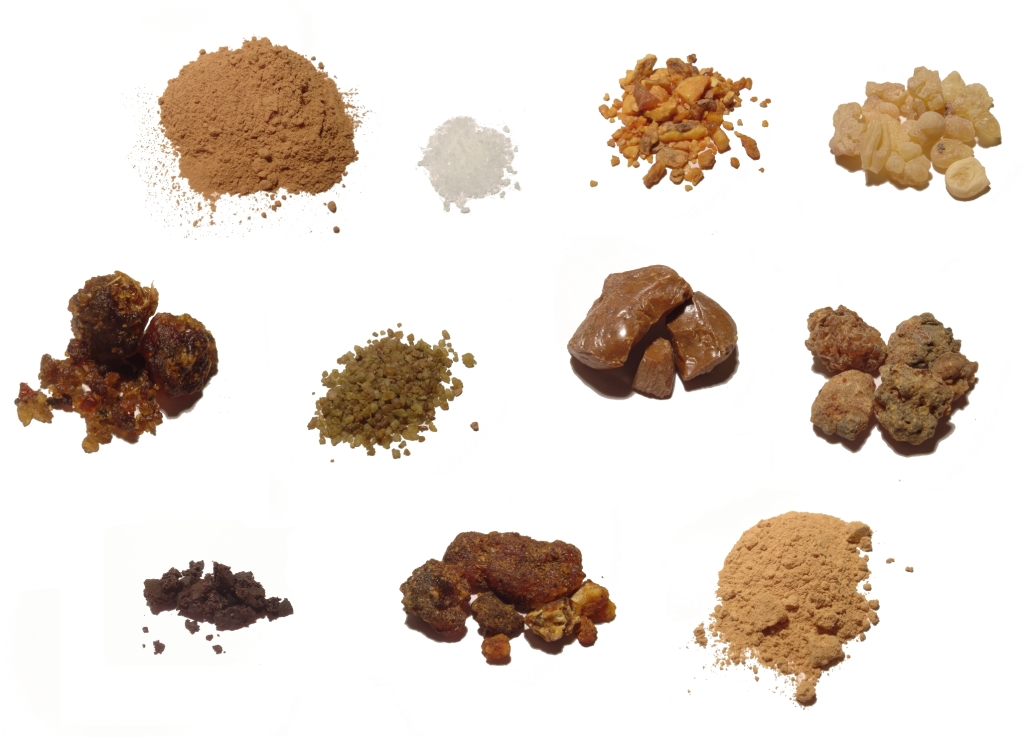
Vari tipi di incenso: (da sinistra verso destra, dall'alto in basso) makko (Machilus thunbergii), canfora borneola (Dryobalanops aromatica), benzoino di Sumatra (Styrax sp.), incenso dell'Oman (Boswellia sacra), guggul (Commiphora wightii), incenso dorato (Boswellia papyrifera), balsamo de Tolu (Myroxylon toluifera), mirra di Somali (Mirra commiphora), ladanum (Cistus monspeliensis), opoponax (Commiphora opoponax), sandalo indiano bianco (Santalum album)

Il termine incenso deriva dal latino incendere ("bruciare") e nell'uso comune si riferisce a tutte quelle sostanze di origine vegetale (non solo resine ma anche radici, cortecce, bacche, fiori e foglie) che, bruciate, producono una fragranza. Per antonomasia, con 'incenso' si indicano specificamente le oleoresine secrete da piante arbustive del genere Boswellia che crescono nelle regioni meridionali della penisola arabica e nelle antistanti coste dell'Africa orientale, delle quali la più ricercata è la Boswellia sacra.

## Sulle resine

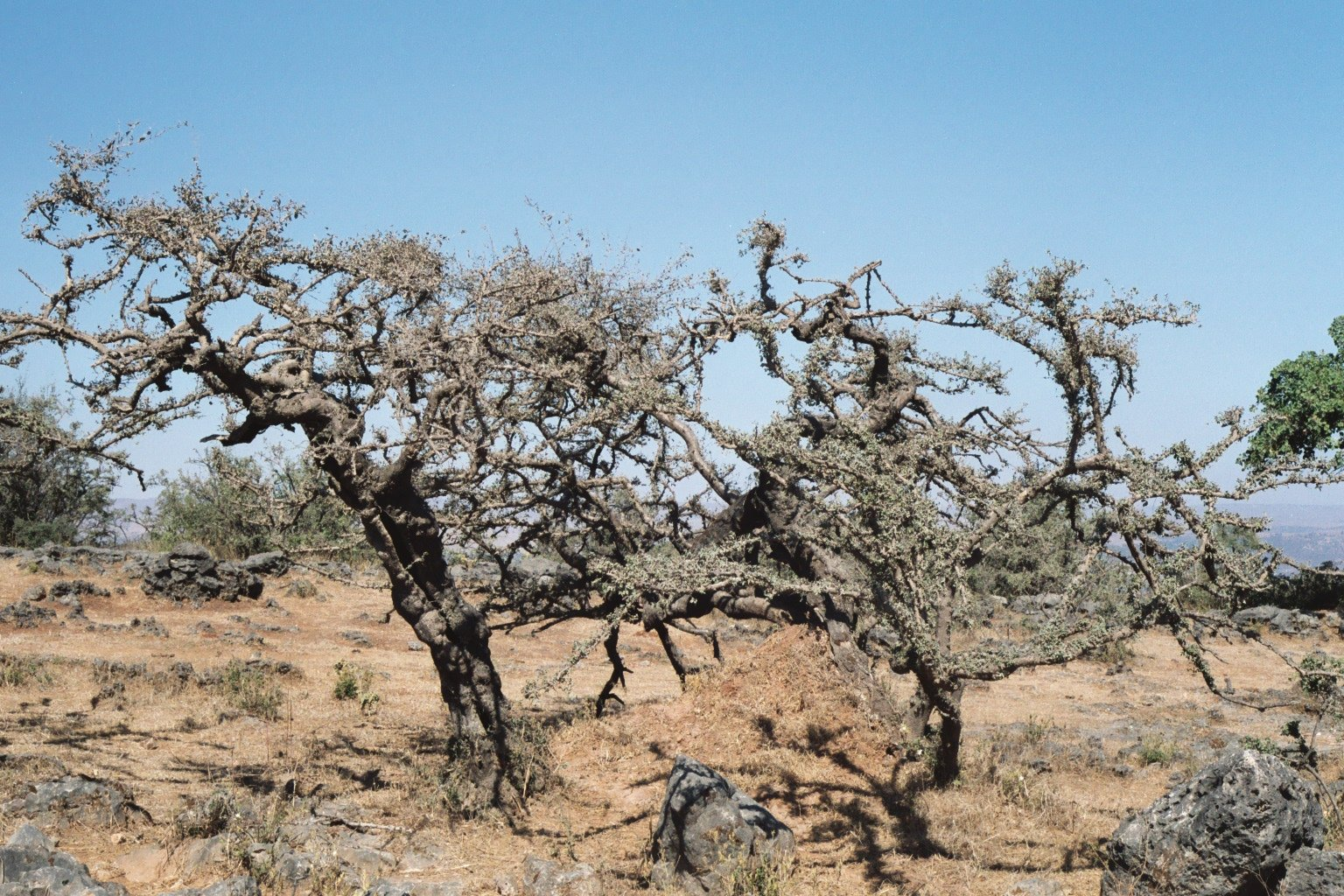
Alberi d'incenso, (Boswellia sacra) nel Dhofar in Oman.

Una volta raccolte e cristallizzate, le oleoresine sono in grado di liberare nell'aria un forte e penetrante profumo al momento della loro combustione. Fin dall'antichità, la forte domanda dei vari tipi di incenso e la loro elevata utilità marginale determinarono il sorgere di un importantissimo circuito commerciale in grado di determinare la nascita e il declino di numerose culture umane.
L'incenso, nelle sue numerose varianti, è stato infatti usato tanto a scopi medicinali quanto a fini devozionali, sia nell'area del bacino del Mediterraneo, sia nelle regioni delle terre basse mesopotamiche, sia nell'altopiano iranico.

Le culture yemenite che dal II millennio a.C. in poi si sono succedute nell'organizzazione dei traffici legati a tali sostanze e nella loro commercializzazione, furono i regni di Saba, dei Minei, del Qataban, di Awsan e del Hadramawt. Non infrequentemente i regni etiopici, come quello di Axum, hanno invaso le aree sud-arabiche proprio per controllare in prima persona detta commercializzazione e avvantaggiarsene.

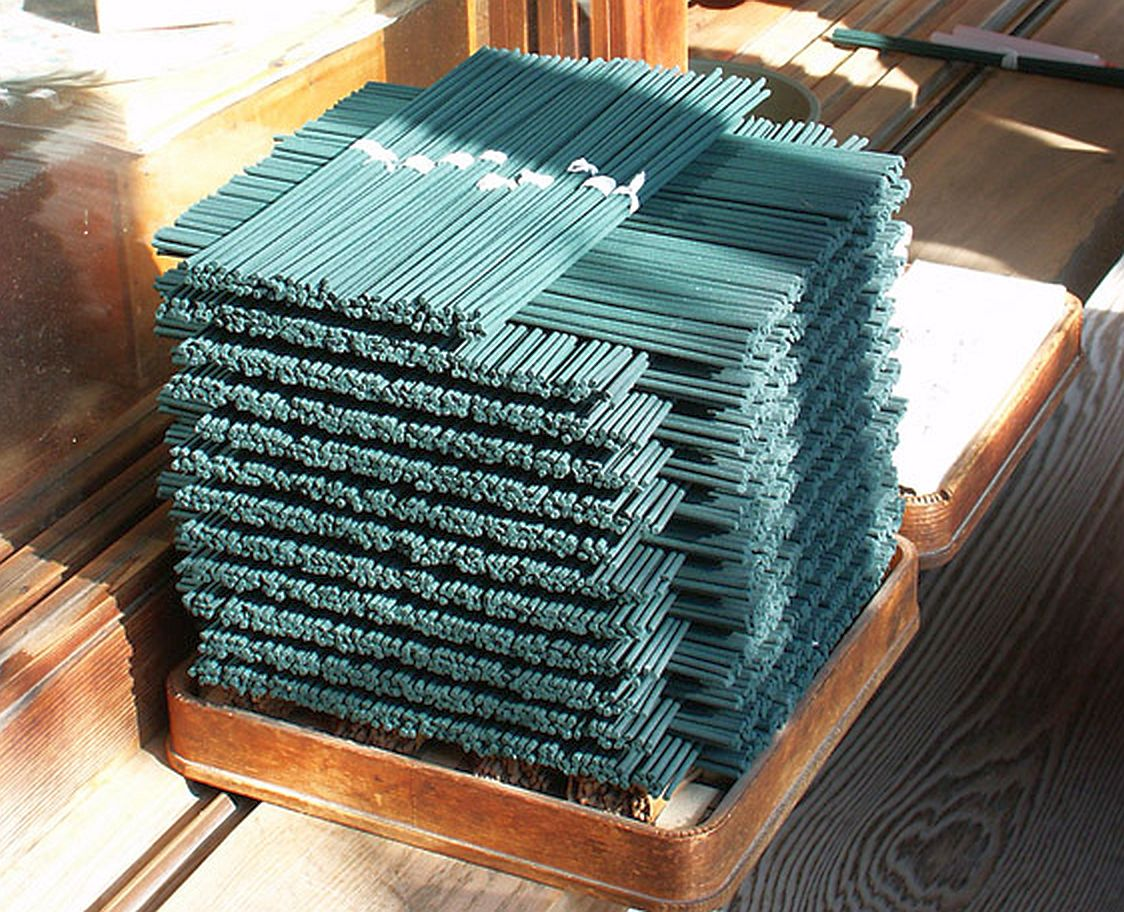
Bastoncini di incenso in vendita al tempio buddhista di Nara, in Giappone

Un'ipotesi ancor oggi ampiamente accreditata (malgrado alcune critiche più recenti) lega il sorgere economico e spirituale della cittadina higiazena di Mecca al traffico dell'incenso lungo la dorsale carovaniera araba (la via dell'incenso) che metteva in collegamento la regione yemenita di Najrān con le coste del Mediterraneo gravitanti sulla città palestinese di Grgico. Il traffico dell'incenso è attestato fin dalle epoche più antiche in ordine al convincimento che agli dèi potessero essere graditi gli aromi non solo degli olocausti, prodotti dalle carni delle vittime sacrificali, ma anche di prodotti vegetali.
Ancor oggi numerose religioni usano disporre stabilmente di questo prodotto per glorificare simbolicamente la divinità, mentre nei Paesi arabi l'incenso conserva un ben preciso posto nella farmacopea popolare (ad esempio come espettorante, antisettico per mezzo di fumigazioni e inalazioni sfruttanti la gommoresina estratta dai rami e dalle foglie).
In Occidente, viene utilizzato l'olio aromatico estratto dalla resina gommosa. Nell'aromaterapia gli vengono attribuite proprietà rilassanti per la mente e per il corpo, oltre a quelle antisettiche, astringenti e antinfiammatorie. Viene consigliato nella cura dell'asma, del raffreddore, contro le rughe, l'ansia, la depressione. Nel Vangelo secondo Matteo fu uno dei doni portati dai Magi al Bambino Gesù. Secondo la tradizione simboleggia la divinità di Cristo. Secondo la Bibbia l'offerta di incenso è un sacrificio di soave fragranza il cui buon odore giunge fino alle narici di Dio (Genesi 8, 21). L'alzarsi della nuvola d'incenso diventa simbolo della preghiera che si innalza fino a Dio (Salmo 141, 2; Apocalisse di Giovanni 8, 3-5).
Attualmente il consumo di incenso è in forte contrazione; il periodo di più larga diffusione si ebbe negli anni '30 e '40 del secolo scorso. Una parte importante dell'incenso proveniva dalla Migiurtinia, territorio della Somalia italiana e veniva commercializzato sul mercato di Aden. Il Plectranthus è invece una pianta detta "dell'incenso" a causa dell'aroma molto somigliante, ma non ha nulla a che vedere con l'estrazione dell'incenso dalla resina della Boswellia.

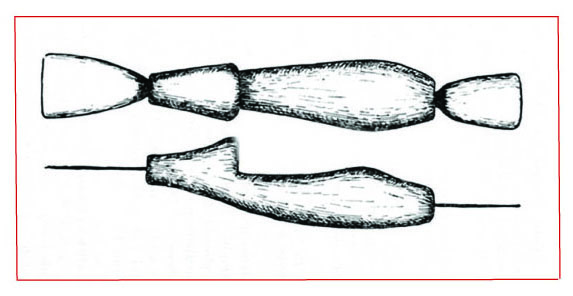
Menghaf, attrezzo per la raccolta della resina
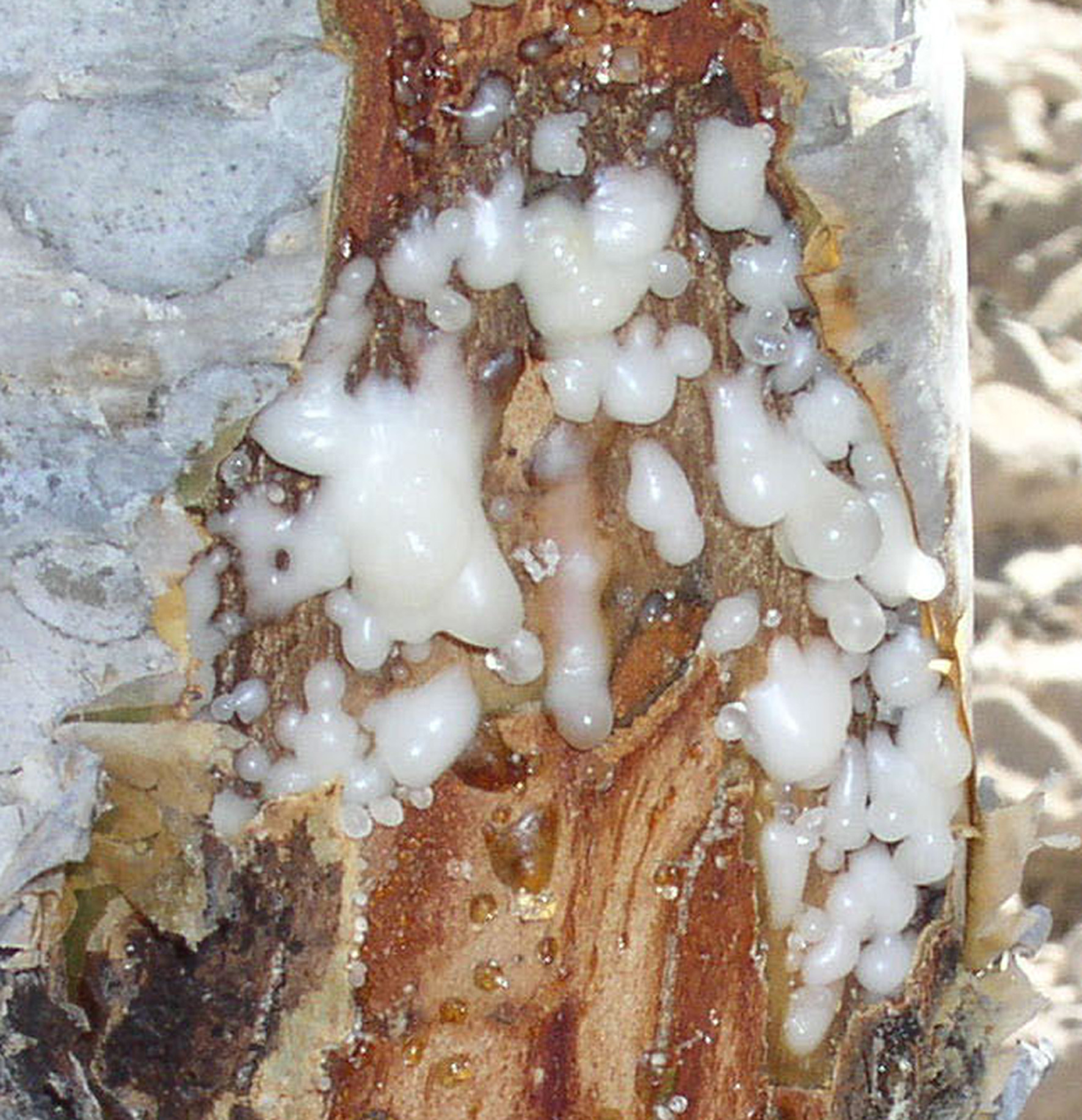
Incenso stillante dal taglio della corteccia
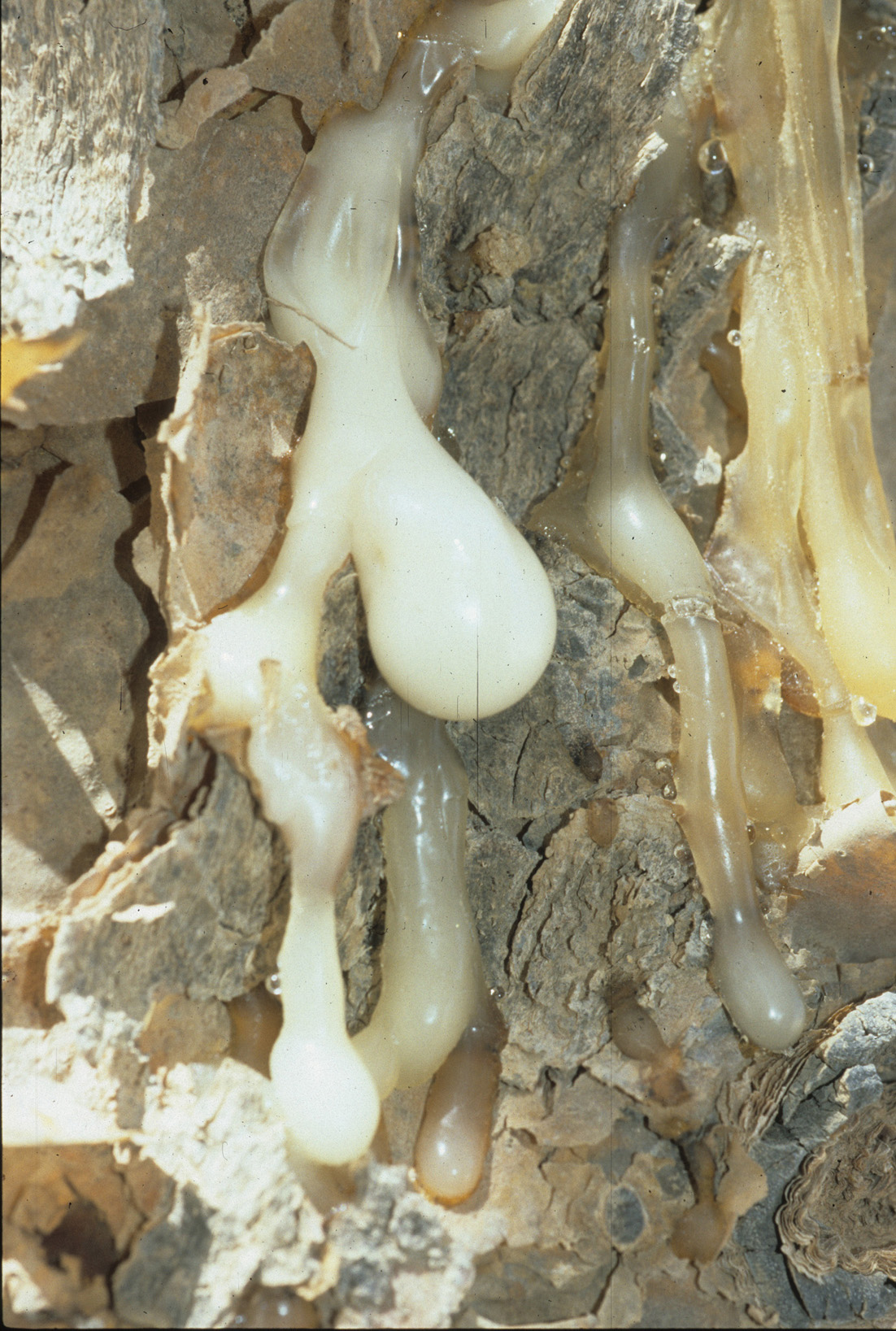
Incenso che cola lungo il tronco
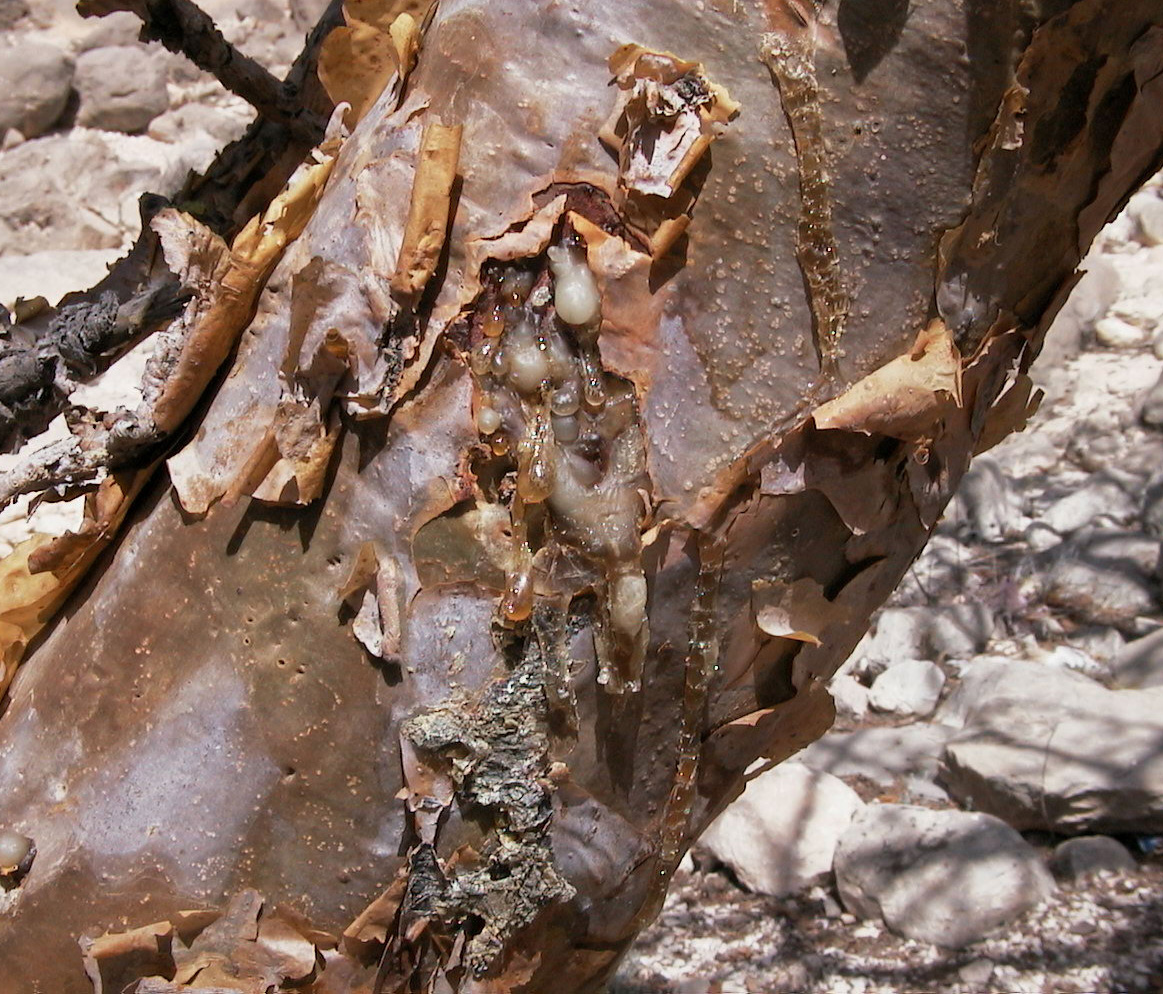
Vecchie colate di incenso
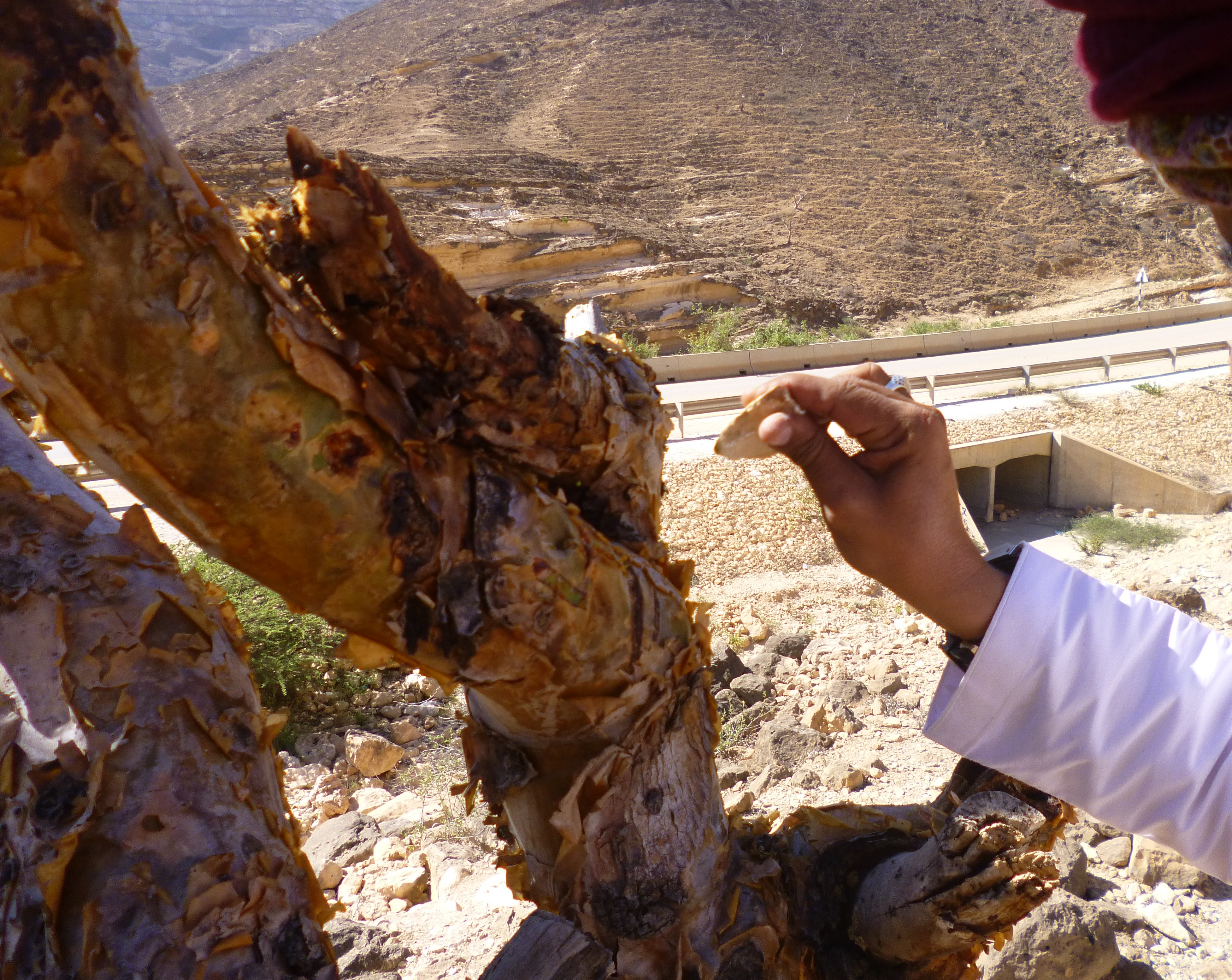
Il tronco viene picchiettato per mostrare la fuoriuscita della resina
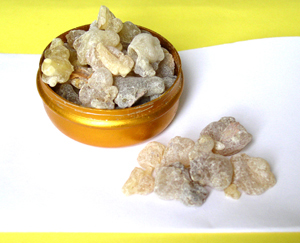
Incenso di prima qualità (Dhofar, Oman)
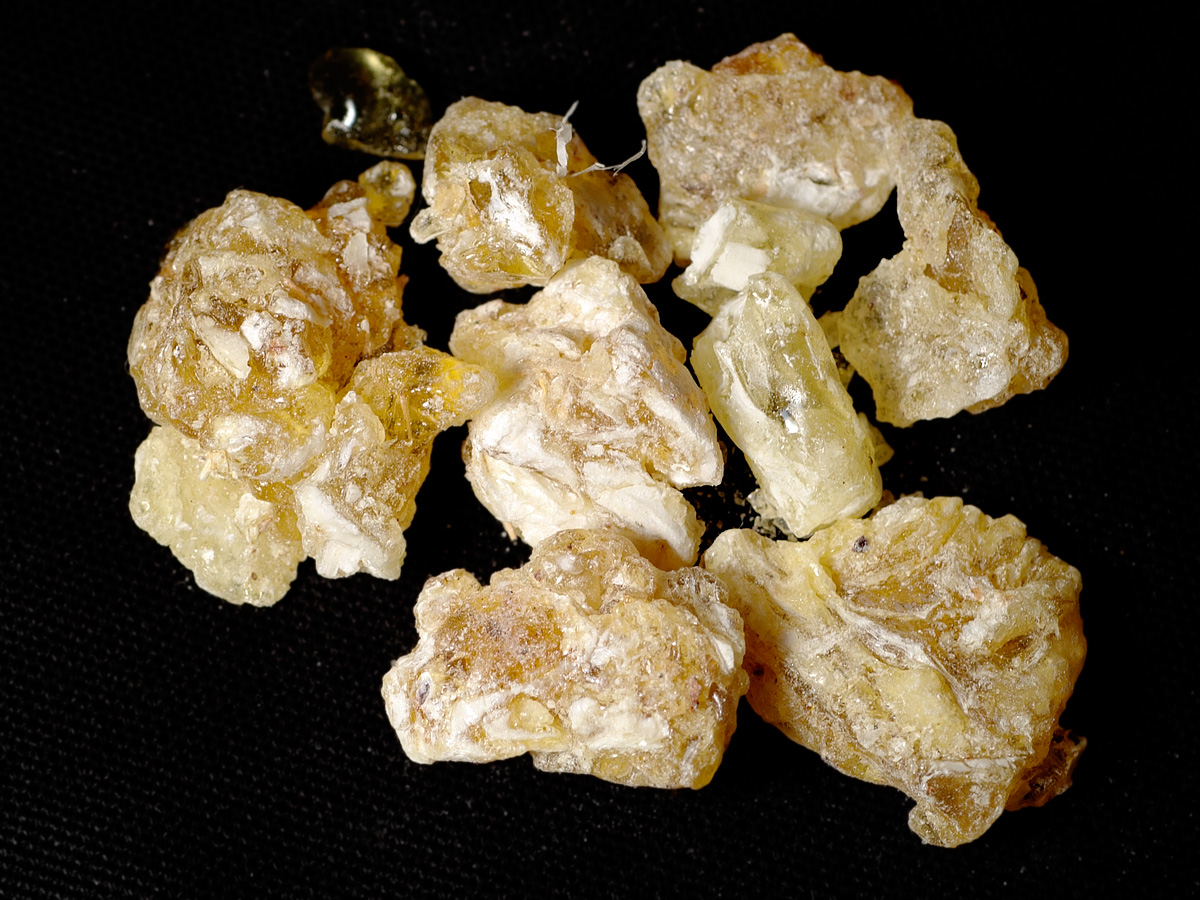
Incenso proveniente dallo Yemen